# てなもんや一本槍
『てなもんや一本槍』（てなもんやいっぽんやり）は、1968年4月7日から1970年2月22日まで、TBS系列局で放送された朝日放送（ABC）製作のコメディ番組である。てなもんやシリーズの第2弾。全99回。放送時間は毎週日曜 18時00分 - 18時30分 (JST) 。カラー放送。

## 概要
6年弱にわたって放送された『てなもんや三度笠』に替わってスタートした番組。この番組では戦国時代が舞台となり、一国一城の主を夢見る男・長吉が足軽となり、乱世をたくましく生き残る作品となった。
『てなもんや三度笠』から引き続き藤田まことが主演を、香川登志緒が脚本を担当していたが、演出は澤田隆治に替わって馬場淑郎が担当した。そして提供も前田製菓からサンスター歯磨（現・サンスター）と久光製薬に変わり、冒頭の藤田の口上の締めも「俺がこんなに強いのも、あたり前田のクラッカー」から「貼っていいのはサロンパス」に変えられた。そして最大の特徴は、『てなもんや三度笠』が当時のABCホールなどの公開スタジオでの疑似生放送風収録番組だったのに対し、この番組はスタジオ収録に変わったことで、合成によって同じ顔のキャラクターが2人登場するという、公開時代では出来ない演出が多用されていた点である。

## 出演者
- 長吉/織田信長/山本勘助：藤田まこと
- お美代：九重佑三子
- 父：柳家金語楼
- 母：丹下キヨ子
- 木下藤吉郎：谷しげる
- 森蘭丸：ピーター
- 明智光秀：芦屋雁之助
- 武田信玄：長門勇
- 前田犬千代：原哲男
- 高坂弾正：花紀京
- 高松しげお
- 白木みのる
- 東京ぼん太
- ジェリー藤尾
- コント55号
- ザ・ドリフターズ
- ザ・ピーナッツ
- ほか

## スタッフ
- 脚本：香川登志緒
- 演出：馬場淑郎

## コミカライズ
つのだじろうによるコミカライズ作品が『週刊少年サンデー』（小学館刊）に連載された。

## 参考資料
- テレビドラマデータベースほか